# Home (2008)
Home ist ein Film der Schweizer Filmregisseurin Ursula Meier aus dem Jahr 2008.

## Handlung
Eine fünfköpfige Familie lebt seit Jahren in einem einzelnen Haus direkt neben einer halbfertigen Autobahn. Die seit zehn Jahren brachliegende Fahrbahn, mit deren Weiterbau niemand rechnet, nutzt sie ganz selbstverständlich als Lebensraum und Spielfläche. Offenbar liegt in der Nähe eine Stadt, wo der Vater arbeitet und die Kinder zur Schule gehen, diese wird jedoch nie gezeigt. Der Film spielt ausschließlich im Haus und dessen unmittelbarer Umgebung.
Als die Autobahn schließlich doch gegen alle Erwartungen fertiggestellt und für den Verkehr freigegeben wird, ändert sich das bislang glückliche Leben der Familie radikal.
Zunächst versuchen die Familienmitglieder, deren Weg in die Stadt nun von der Autobahn versperrt ist, sich auf unterschiedliche Weise mit der neuen Situation zu arrangieren, die sie zunächst noch amüsant finden. Doch nach und nach werden sie von den Begleiterscheinungen des Verkehrs und der Einengung ihres Lebensraumes zur Verzweiflung getrieben. Die Mutter findet fast keinen Schlaf mehr. Die wissenschaftlich denkende Marion stellt eine hohe Belastung der selbst angebauten Gartenfrüchte mit Umweltgiften fest. Die erwachsene Judith – von Anfang an hauptsächlich damit beschäftigt, sich auf einem Liegestuhl vor dem Haus zu sonnen – verschwindet eines Tages.
Als der Vater angesichts der Entwicklung beschließt, das Haus sofort zu verlassen, scheitert er am trotzigen Widerstand seiner Frau. Wie von Marion als Folge der Bleibelastung vorhergesagt, werden die Personen immer aggressiver gegeneinander. Selbst dem zehnjährigen Julien, den eigentlich alle mögen, gelingt es nicht mehr, zwischen den anderen zu vermitteln.  
Schließlich vermauert der Vater Fenster und Türen und dämmt alle Außenwände mit Glaswolle, worauf es zwar still wird, aber in die so entstandene Festung, in der die Familie nun ohne Kontakt zur Außenwelt lebt, können weder frische Luft noch Licht gelangen. Als Folge davon werden die Personen immer träger und neigen zunehmend zu vollkommen irrationalem Verhalten. Wohnung und Bewohner verwahrlosen, der soziale Umgang sinkt auf ein Minimum.
Als Judith eines Tages zurückkehrt, aber keinen Weg ins Haus findet und wieder abreist, erwacht die Mutter plötzlich aus ihrem Schlafzustand. Mit letzter Kraft reißt sie die Vermauerung der Haustür ein, worauf die Familienmitglieder wie unverhofft befreite Gefangene das Haus in ihrer Schlafkleidung verlassen, ohne noch irgendetwas mitzunehmen.

## Produktion
Ursula Meier hat fast ein Jahr lang nach einem geeigneten Ort für die Dreharbeiten gesucht, selbst in Kanada. In Bulgarien wurde sie fündig. Das Haus, in und an dem fast alle Szenen des Films gedreht wurden, wurde an der ehemaligen Landstraße, die eine Zeitlang als Piste für Bewässerungsflugzeuge diente, neu errichtet. Auch wurde die Straße neu asphaltiert, was auch Bestandteil einiger Filmszenen ist. Die bis zu 300 Fahrer, welche für die rasanten Vorbeifahrten bis zu 120 km/h benötigt wurden, waren Bewohner eines nahen Ortes. "Die Fahrer waren sehr glücklich. Sie kannten vorher kein Kino", so die Regisseurin. An den drehfreien Tagen kamen die Bulgaren mit ihren ganzen Familien vorbei und besichtigten den Drehort. Die Dreharbeiten dauerten zehn Wochen. Der Film kostete fünf Millionen Euro.
Die Uraufführung fand in Frankreich am 18. Mai 2008 auf dem Cannes Film Festival statt. In den Kinos lief der Film in der Schweiz am 15. Oktober 2008, in Frankreich am 29. Oktober 2008, in Belgien am 12. November 2008 und in Deutschland am 25. Juni 2009 an.

## Kritiken
„Die Originalität dieser Fabel hätte Jacques Tati fasziniert...“

„Immer beklemmender wird die Atmosphäre, die der Film mit gnadenloser Konsequenz zum Höhepunkt führt. Die Befreiung haut das Heim in Stücke. Willkommen in der Wirklichkeit.“

„»Home« ist eine bizarre Mischung aus grotesker Komödie und Drama, aus Thriller, Öko-, Katastrophen-, Horror- und Science-Fiction-Film. Vor allem aber ist es ein Film über die Instanz der Familie – als widerständige Zelle gegen die Außenwelt, aber ebenso als destruktiver Apparat, der sich gegen sich selbst richtet, implodiert.“

## Auszeichnungen
- 2018: Platz 1 auf einer Liste der 100 besten Schweizer Filme seit 2000 (von insgesamt 1755 Filmen)[4]

César 2009
- Beste Kamera: Agnès Godard
- Bestes Erstlingswerk: Ursula Meier
- Bestes Szenenbild: Ivan Niclass

Schweizer Filmpreis 2009
- Bestes schauspielerisches Nachwuchstalent: Kacey Mottet Klein
- Bester Spielfilm: Ursula Meier
- Bestes Drehbuch: Ursula Meier, Antoine Jaccoud

Festival Internacional de Cine de Mar del Plata 2008
- Beste Schauspielerin: Isabelle Huppert
- Beste Kamera: Agnès Godard

Prix Lumières 2009
- Beste Kamera: Agnès Godard